# Domslut (pjäs)
Domslut (engelska: Verdict) är en pjäs från 1958 av den brittiska deckarförfattaren Agatha Christie. Den är ovanlig för en Agatha Christie-pjäs på mer än ett sätt: till exempel är det en originalpjäs, inte baserad på en berättelse eller roman. Och även om det finns ett mord i berättelsen är det en melodram mer än ett typiskt "vem-var-den-skyldige?"-mysterium eftersom mordet äger rum på scenen.
Den producerades först av Peter Saunders och regisserades av Charles Hickman, med dekor av Joan Jefferson Farjeon. Pjäsen hade premiär på Grand Theatre i Wolverhampton den 25 februari 1958 och flyttades sedan till Strand Theatre i London den 22 maj 1958. Den spelades i 250 föreställningar. 1987 sattes pjäsen upp på Arena Players Main Stage Theatre i East Farmingdale, New York, och i maj 2009 hade den premiär med en internationell ensemble i Abbaye de Neumunster i Luxemburg.

## Historia
Den 12 april 1958 spelades den 2239:e föreställningen av pjäsen Råttfällan i London och därmed slog den rekordet för den längst spelade Londonpjäsen. Dagen därpå gav producenten Peter Saunders en galafest på Savoy Hotel för att fira tillfället och den 14 april hade Daily Mail följande summering av festen:
"En silverhårig, medelålders kvinna med ett moderligt leende vandrade in på Savoy Hotel igår kväll och avvisades av en dörrvakt då hon närmade sig bankettsalen där en stor teaterfest skulle börja. 'Biljetten tack', sa dörrvakten. Men hon hade ingen biljett. Hon var hedersgästen. Hennes namn: Mrs Max Edgar Lucien Mallowan - Agatha Christie, deckardrottningen för oss andra. Tillbakadragen och blyg visar hon sig sällan ute i offentligheten. 'Jag vet att få känner igen mig. Men de släppte in mig,' sa hon med ett leende."
Hon var mycket lycklig att hennes pjäs Råttfällan hade slagit alla rekord och hon hade stora förhoppningar på sin nya pjäs som hon hade skrivit. Pjäsen hette Domslut och sattes upp på Strand Theater den 22 maj 1958 men den blev ingen succé och lades ner den 21 juni. Christie sa uppgivet att hon var åtminstone glad över att The Times hade gillat den. I sin självbiografi konstaterade hon att även om den inte hade blivit en publik framgång så hade den tillfredsställt henne själv. Hon fortsatte:
"Jag hade kallat den 'No Fields of Amaranth', utifrån Walter Landors ord 'There are no flowers of amaranth on this side of the grave'. Jag anser fortfarande att det är den bästa pjäs jag har skrivit förutom Åklagarens vittne. Den misslyckades, tror jag, på grund av att det inte var en detektivhistoria eller en thriller. Det var en pjäs som handlade om mord, men bakgrunden och poängen var att en idealist är alltid farlig, en möjlig förgörare av de som älskar honom och pjäsen ställer frågan hur mycket man kan offra, inte sig själv men de du älskar, för det du tror på även om de inte gör det."

## Handling
Karl Hendryk är en professor som tvingades fly från sitt (ospecificerade) hemland med sin fru Anya efter att han gett skydd åt familjen till en kollega som hade arresterats för sina politiska åsikter. Han har fått en tjänst vid ett brittiskt universitet och förtjänat respekt från dess studenter och lärare, och han är mycket efterfrågad för privatlektioner. Anya, en invalid som lider av en försvagande och obotlig sjukdom, ångrar bittert att hon måste lämna sina vänner och är djupt olycklig med alla aspekter av sitt liv i England. Lisa Koletzky, Anyas kusin och nära vän, har flyttat in hos paret för att hjälpa till att ta hand om Anya. Till sin hjälp har de en hushållerska, mrs Roper.
Karl har tackat nej till en begäran om handledning från en ung kvinna vid namn Helen Rollander eftersom han inte tror att hon är redo att anstränga sig för att lyckas i den akademiska världen. Han ändrar sig dock efter att hennes förmögne far erbjuder sig att använda sitt inflytande för att få Anya inlagd på en klinik som undersöker möjliga botemedel mot hennes sjukdom. Helen berättar för Karl att hon är kär i honom, men han återgäldar det inte. Senare, efter att ha fått reda på att Anya ibland har övervägt att ta livet av sig, mördar Helen henne genom att ge henne en överdos av hennes hjärtmedicin. Hon planterar Anyas fingeravtryck på medicinflaskan och glaset för att få det att se ut som att Anya har begått självmord.
En rättsläkarundersökning hålls, men inga definitiva slutsatser dras om huruvida dödsfallet var en olycka, självmord eller mord. Lisa, som i vanliga fall hade gett Anya sin medicin, är säker på att hon inte lämnade den inom räckhåll den dag Anya dog. Helen erkänner privat för Karl att hon dödade Anya för att vara med honom. Han blir förfärad över avslöjandet. Han bestämmer sig dock för att inte överlämna henne till polisen eftersom det inte kommer att få Anya tillbaka, och även för att han tror att han kan ha lett Helen vidare på något sätt. Lisa erkänner att hon länge har haft en romantisk attraktion till Karl, och de två omfamnar varandra, omedvetna om att de är övervakade.
Polisen inleder en utredning och kommer fram till att Anyas fingeravtryck på flaskan och glaset verkligen är planterade. Lisa arresteras efter ett uttalande från mrs Roper, som hade sett henne hantera föremålen strax efter Anyas död och som också hade sett henne och Karl omfamna varandra. Karl berättar för polisen om Helens bekännelse, men de konfronterar honom med nyheten att hon har klivit framför en mötande lastbil och blivit påkörd och fått livshotande skador. Utan några solida bevis som stöder det avfärdas Karls påstående som ett försök att flytta misstankarna bort från Lisa.
Lisa ställs inför rätta misstänkt för mord och frikänns. Hon bestämmer sig för att flytta ut ur Karls hem trots sin attraktion till honom, och säger att hans ideal om lojalitet och välvilja oundvikligen orsakar lidande för dem som älskar honom. Hon packar sina tillhörigheter och ger sig av, men återvänder en kort tid senare eftersom hon inte står ut med att vara ifrån honom.

## Scener
Pjäsen utspelar sig i vardagsrummet i professor Hendryks lägenhet i Bloomsbury. Tid: oklart men troligen på 1950-talet.
AKT I
- Scen 1 – En eftermiddag tidigt på våren
- Scen 2 – Två veckor senare. Eftermiddag.

AKT II
- Scen 1 – Fyra dagar senare. Ungefär mitt på dagen.
- Scen 2 – Sex timmar senare. Kväll.
- Scen 3 – Två månader senare. Sen eftermiddag.

## Publikationshistorik
Pjäsen publicerades första gången 1958 i en pocketutgåva av Samuel French Ltd som Acting Edition No. 833. Den publicerades först i inbunden form i The Mousetrap and Other Plays av G. P. Putnam's Sons 1978 (ISBN 0-396-07631-9) och i Storbritannien av HarperCollins 1993 (ISBN 0-00-224344-X).